# Christa Naaß

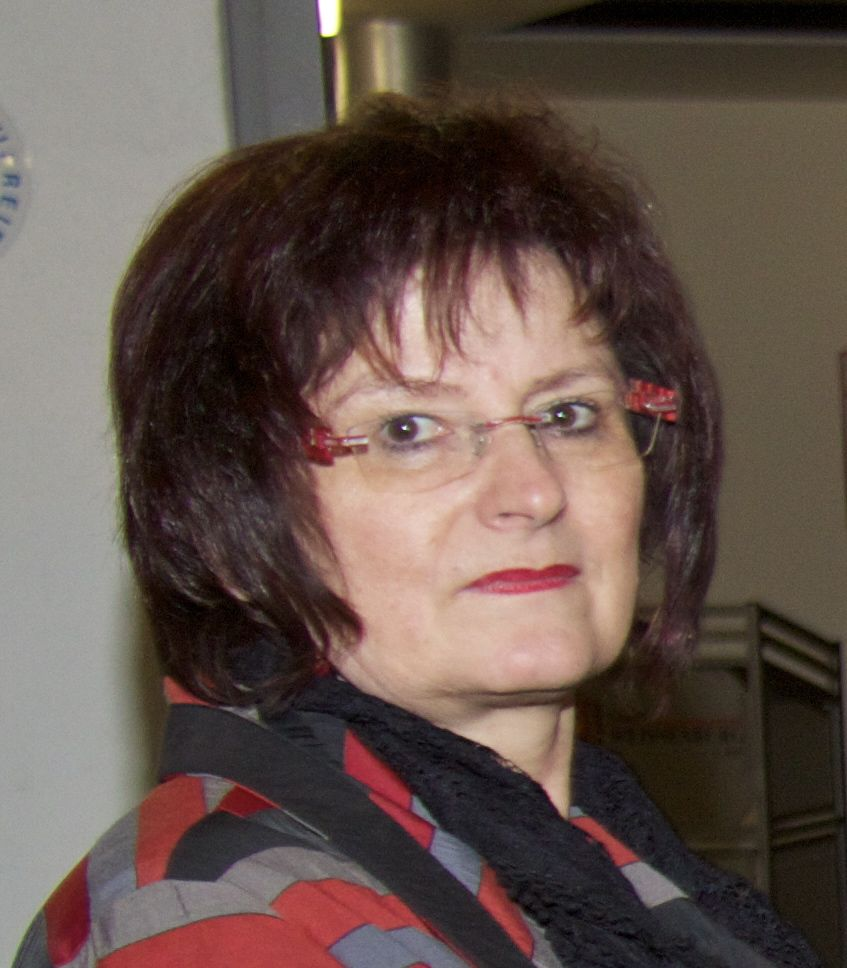
Christa Naaß

Christa Naaß (* 12. Februar 1955 in Gunzenhausen) ist eine deutsche Politikerin (SPD). Sie war von 1994 bis 2013 Mitglied des Bayerischen Landtags sowie von 2013 bis 2023 Mitglied des Bezirkstags des Bezirks Mittelfranken.

## Leben
Naaß absolvierte nach der Mittleren Reife 1971 eine Ausbildung zur Verwaltungsangestellten. Diesen Beruf übte sie bis zu ihrer Wahl in den Bayerischen Landtag 1994 aus.
Naaß ist verheiratet, hat zwei Kinder und lebt in Obererlbach, einem Ortsteil der Gemeinde Haundorf im Landkreis Weißenburg-Gunzenhausen. Sie ist römisch-katholischer Konfession.

## Politik
Naaß trat 1976 in die SPD ein, in der sie verschiedene Funktionen vor Ort wahrnahm. Von 1998 bis 2014 war sie Vorsitzende des Bezirksverbands Mittelfranken und ist Mitglied im Landesvorstand und im Präsidium der SPD Bayern. Seit 1990 gehört Christa Naaß dem Gemeinderat in Haundorf und dem Kreistag des Landkreises Weißenburg-Gunzenhausen an.
1994 wurde Naaß über die Wahlkreisliste Mittelfranken in den Bayerischen Landtag gewählt, dem sie bis 2013 angehörte. In der Wahlperiode 2003 bis 2008 war sie als Schriftführerin Mitglied im Präsidium des Landtages und stellvertretende Vorsitzende des Ausschusses für Fragen des Öffentlichen Dienstes. Ab 2008 war sie stellvertretende Vorsitzende der SPD-Landtagsfraktion und Sprecherin der Fraktion für Fragen der Aussiedler und Heimatvertriebenen. Von 2008 bis 2011 war sie stellvertretendes Mitglied im Ältestenrat des bayerischen Landtags.
Naaß saß 2004, 2009, 2010 und 2012 in der Bundesversammlung zur Wahl des deutschen Bundespräsidenten.
Ab 2013 war sie Mitglied des Bezirkstags Mittelfranken und Stellvertreterin des Bezirkstagspräsidenten. Am 1. Februar 2014 wurde Naaß als Nachfolgerin von Albrecht Schläger (SPD) einstimmig zur Generalsekretärin des Sudetendeutschen Rates gewählt. Sie schied 2023 aus dem Bezirkstag aus.
Naaß ist Bundesvorsitzende der Seliger-Gemeinde.

## Ehrungen und Auszeichnungen
- Bayerischer Verdienstorden
- 2007 Bayerische Verfassungsmedaille in Silber
- 2009 erhielt sie die Bayerische Verfassungsmedaille in Gold.
- 2024 Kommunale Verdienstmedaille[3]